# Wólka Zychowa
Wólka Zychowa – wieś w Polsce położona w województwie świętokrzyskim, w powiecie koneckim, w gminie Stąporków.
| SIMC    | Nazwa   | Rodzaj    |
| ------- | ------- | --------- |
| 0272224 | Smug    | część wsi |
| 1018195 | Wrocowa | część wsi |

W latach 1975–1998 miejscowość administracyjnie należała do województwa kieleckiego.
Wierni kościoła rzymskokatolickiego należą do parafii św. Wawrzyńca w Niekłaniu Wielkim.